# Lara Köck
Lara Köck (* 30. August 1986 in Mürzzuschlag) ist eine österreichische Politikerin (Grüne). Von März 2017 bis Dezember 2024 war sie Abgeordnete zum Landtag Steiermark.

## Leben

### Ausbildung und Beruf
Lara Köck besuchte das Bundesgymnasium Mürzzuschlag, wo sie 2004 maturierte. Anschließend studierte sie an der FH Joanneum Infrastrukturwirtschaft mit Schwerpunkt Energie und Umwelt, das Studium schloss sie 2009 als Diplomingenieurin ab. Von 2009 bis 2011 war sie beim LandesEnergieVerein Steiermark tätig, seit 2011 ist sie bei der Viktor Kaplan Muerz GmbH beschäftigt.
2014 wurde sie Mutter einer Tochter und im März 2018 Mutter eines Sohnes.

### Politik
Seit 2014 gehört sie dem Landesvorstand der Grünen Steiermark an, seit Jänner 2017 ist sie auch Bundesvorstandsmitglied. Bei der Landtagswahl 2015 kandidierte sie auf Platz 3 der Grünen Landesliste. Am 21. März 2017 wurde sie in Nachfolge von Sabine Jungwirth in der XVII. Gesetzgebungsperiode als Abgeordnete zum Landtag Steiermark angelobt, wo sie in dieser Gesetzgebungsperiode als Sprecherin für die Bereiche Energie, Jugend, Frauen, Bildungsfragen mit Wirtschaft und Forschung, Sport sowie Integration fungierte.
Bei der vorgezogenen Landtagswahl 2019 kandidierte sie auf der Landesliste sowie im Wahlkreis Obersteiermark hinter Sandra Krautwaschl und Lambert Schönleitner auf dem dritten Listenplatz. Für die XVIII. Gesetzgebungsperiode wurde sie zur Klubobfrau-Stellvertreterin bestimmt, im Grünen Landtagsklub fungierte sie in dieser Gesetzgebungsperiode als Sprecherin für Bildung, Wohnen, Innovation und Energie.
Für die Landtagswahl 2024 verzichtete sie auf eine Kandidatur und schied mit 18. Dezember 2024 aus dem Landtag aus.